# Al'bert Nasibulin
Al'bert Idrysovyč Nasibulin (in ucraino Альберт Ідрисович Насібулін?; Tashkent, 14 maggio 1969) è un ex sollevatore sovietico, poi ucraino, che ha gareggiato nella categoria dei pesi gallo (fino a 56/59 kg.).

## Carriera
Nato in Uzbekistan, Nasibulin cominciò a sollevare pesi sin da bambino e nel 1987, seguendo il suo allenatore, si trasferì a Charkiv, in Ucraina.
Nel 1990 diventò campione nazionale sovietico nella categoria fino a 56 kg.
Nel 1992, in rappresentanza della Comunità degli Stati Indipendenti (CSI), nata a seguito della dissoluzione dell'Unione Sovietica, vinse la medaglia d'argento ai Campionati europei di Szekszárd con 272,5 kg. nel totale, stesso risultato del vincitore, il bulgaro Ivan Ivanov, entrambi davanti al rumeno Aurel Sîrbu (265 kg.).
Successivamente continuò a gareggiare per l'Ucraina, per la quale vinse la medaglia di bronzo nella categoria fino a 59 kg. ai Campionati europei di Sofia 1993 con 282,5 kg. nel totale.